# Tu viện Thành Parma
Tu viện thành Parma (1839; Tiếng Pháp: La Chartreuse de Parme) là một trong hai kiệt tác của Stendhal, cùng với kiệt tác kia là Đỏ và đen.
Tiểu thuyết này được coi là một trong những tiểu thuyết đầu của trường phái hiện thực, một thể loại hoàn toàn trái với chủ nghĩa lãng mạn đang thịnh hành thời đó. Nó được xem như một tác phẩm có ảnh hưởng đến nhiều nhà văn khác; Honoré de Balzac coi nó như một tiểu thuyết quan trọng nhất thời đó, André Gide cho rằng đó là tiểu thuyết tiếng pháp lớn nhất từ trước.  Tolstoy bị ảnh hưởng mạnh bởi lối viết và cách xử lý sống động như thật về trận đánh nổi tiếng Waterloo trong Tu viện thành Pacmơ ở các tác phẩm viết về chiến tranh của ông.
Tu viện thành Parma nói về câu truyện của một quý tộc trẻ người Italia  Fabrizio del Dongo và những bất hạnh của anh trong thời Napoleon. Các sự kiện được xây dựng tập trung ở thành Parma và một lâu đài ở hồ Como, cả hai đều ở Ý, một số địa điểm khác dọc châu Âu cũng được đề cập đến, bao gồm Trận Waterloo, nơi mà Fabrizio chiến đấu cho Napoleon.